# مرحله نهایی لیگ ملت‌های اروپا ۲۰۱۹
مرحله نهایی لیگ ملت‌های اروپا ۲۰۱۹ (انگلیسی: 2019 UEFA Nations League Finals) مرحله نهایی لیگ ملت‌های اروپا ۱۹–۲۰۱۸ از لیگ ملت‌های اروپا بود. در فصل افتتاحیه این رقابت‌ها ۵۵ تیم از یوفا حضور داشتند. مرحله نهایی در پرتغال از ۵ تا ۹ ژوئن با حضور تیم‌های صدرنشین سطح A برگزار شد. این مرحله شامل ۲ نیمه‌نهایی و رده‌بندی و فینال بود.
پرتغال با برتری ۱–۰ مقابل هلند تبدیل به اولین قهرمان لیگ ملت‌های اروپا شد.

## تیم‌های راه یافته به مرحله نهایی
۴ تیم صدرنشین سطح A به این مرحله رسیدند.
| گروه | برنده                     | تاریخ صعود     | لیگ ملت‌های اروپا ۱۹–۲۰۱۸ نوامبر ۲۰۱۸ | رده‌بندی جهانی فیفا آوریل ۲۰۱۹ |
| ---- | ------------------------- | -------------- | ------------------------------------ | ----------------------------- |
| A1   | هلند                      | ۱۹ نوامبر ۲۰۱۸ | ۳                                    | ۱۶                            |
| A2   | سوئیس                     | ۱۸ نوامبر ۲۰۱۸ | ۱                                    | ۸                             |
| A3   | پرتغال (میزبان این مرحله) | ۱۷ نوامبر ۲۰۱۸ | ۲                                    | ۷                             |
| A4   | انگلستان                  | ۱۸ نوامبر ۲۰۱۸ | ۴                                    | ۴                             |

## ورزشگاه‌ها
فدراسیون فوتبال پرتغال ۲ ورزشگاه دراگو در پورتو و د. آفونسو هنریکس در گویمارائس را انتخاب کرد برای این مسابقات.
| پورتوگویمارائس · | پورتو          | گویمارائس                |
| ---------------- | -------------- | ------------------------ |
| پورتوگویمارائس · | ورزشگاه دراگو  | ورزشگاه د. آفونسو هنریکس |
| پورتوگویمارائس · | گنجایش: ۵۰٬۰۳۳ | گنجایش: ۳۰٬۰۰۰           |
| پورتوگویمارائس · |                |                          |

## مرحلۀ نهایی

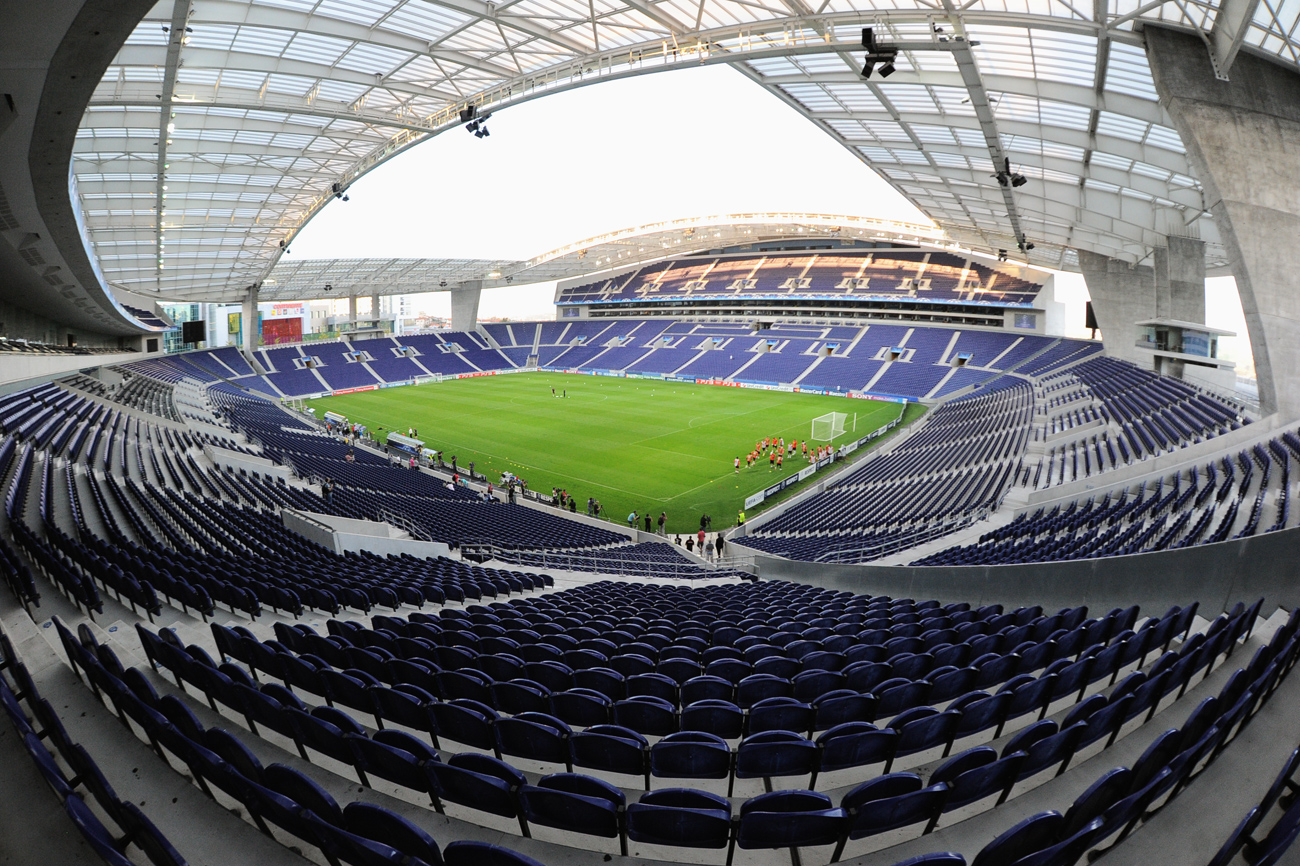
ورزشگاه دراگو، پورتو - پرتغال

|  | نیمه‌نهایی                         | نیمه‌نهایی |                        |   | فینال | فینال |
|  |                                   |           |                        |   |       |       |
|  | 5 June – ورزشگاه دراگو            |           |                        |   |       |       |
|  |                                   |           |                        |   |       |       |
|  | پرتغال                            | 3         |                        |   |       |       |
|  | پرتغال                            | 3         | 9 June – ورزشگاه دراگو |   |       |       |
|  | سوئیس                             | 1         |                        |   |       |       |
|  | سوئیس                             | 1         | پرتغال                 | 1 |       |       |
|  | 6 June – ورزشگاه د. آفونسو هنریکس |           | پرتغال                 | 1 |       |       |
|  |                                   | هلند      | 0                      |   |       |       |
|  | هلند (و.ا.)                       | هلند      | 0                      | 3 |       |       |
|  | هلند (و.ا.)                       |           |                        | 3 |       |       |
|  | انگلستان                          | 1         |                        |   |       |       |
|  | انگلستان                          | 1         | رده‌بندی                |   |       |       |
|  |                                   |           |                        |   |       |       |
|  | 9 June – ورزشگاه د. آفونسو هنریکس |           |                        |   |       |       |
|  |                                   |           |                        |   |       |       |
|  | سوئیس                             | 0 (5)     |                        |   |       |       |
|  | سوئیس                             | 0 (5)     |                        |   |       |       |
|  | انگلستان (پ)                      | 0 (6)     |                        |   |       |       |

زمان‌ها به وقت محلی، غرب (یوتی‌سی ۱:۰۰+).

## آمارها

### گلزنان
۹ گل  در ۴ مسابقه به ثمر رسید که به‌طور میانگین برابر است با ۲٫۲۵ گل به ازای هر مسابقه.
۳ گل
- کریستیانو رونالدو

۱ گل
- مارکوس رشفورد
- ماتیس دی لیخت
- کویینسی پرومس
- گونسالو گوئدس
- ریکاردو رودریگز (بازیکن فوتبال)

۱ گل‌به‌خودی
- کایل واکر (مقابل هلند)

### جوایز
تیم منتخب مسابقات
ناظران فنی یوفا تیم منتخب را که حداقل شامل یک بازیکن از هر تیم باشد را انتخاب کردند.
| دروازه‌بان    | مدافعان                                        | هافبک‌ها                                        | مهاجمین                                     |
| ------------ | ---------------------------------------------- | ---------------------------------------------- | ------------------------------------------- |
| جردن پیکفورد | دیلی بلیند ویرجیل فن دایک روبن دیاس نلسون سمدو | فرنکی دی یونگ جورجینیو واینالدوم برونو فرناندز | کریستیانو رونالدو برناردو سیلوا جردان شقیری |

فدکس نیز تیم منتخب را بر اساس رتبه بندی بازیکن در پست‌هایشان انتخاب کرد.
| دروازه‌بان    | مدافعان                                                          | هافبک‌ها                                  | مهاجمین                      |
| ------------ | ---------------------------------------------------------------- | ---------------------------------------- | ---------------------------- |
| جردن پیکفورد | ماتیس دی لیخت روبن دیاس رافائل گوئریرو مانوئل آکانجی Kevin Mbabu | فرنکی دی یونگ مارتن دی رون برناردو سیلوا | ممفیس دپای کریستیانو رونالدو |

بهترین بازیکن
ناظران فنی یوفا برناردو سیلوا را برای این عنوان انتخاب کردند.
- برناردو سیلوا[۵]

بهترین بازیکن جوان
جایزه سوکار بهترین بازیکن جوان یا انتخاب ناظران فنی یوفا به فرنکی دی یونگ متولد ۱ ژانویه ۱۹۹۶،رسید.
- فرنکی دی یونگ[۵]

برترین گلزن
"علی پی (سکو پرداخت) جایزه آقای‌گل", به کریستیانو رونالدو،رسید.
| رتبه | بازیکن            | گل | پاس‌گل | دقیقه |
| ---- | ----------------- | -- | ----- | ----- |
| 1    | کریستیانو رونالدو | ۳  | ۰     | ۱۹۱   |
| 2    | گونسالو گوئدس     | ۱  | ۱     | ۱۰۱   |
| 3    | مارکوس رشفورد     | ۱  | ۰     | ۴۹    |

گل برتر مسابقات
سوکار،با رای‌گیری آنلاین ۴ گل برتر را که ناظان فنی یوفا انتخاب کرده بودند را مشخصی کرد.این گل ها شامل ۳ گل کریستیانو رونالدو (هر ۳ گل وی مقابل سوییس) و گل ماتیس دی لیخت (مقابل انگلستان). گل دوم رونالدو به سوییس انتخاب شد.
| رتبه | گلزن              | حریف     | گل  | نتیجه      | مرحله     |
| ---- | ----------------- | -------- | --- | ---------- | --------- |
| 1    | کریستیانو رونالدو | سوئیس    | ۲–۱ | ۳–۱        | نیمه‌نهایی |
| 2    | کریستیانو رونالدو | سوئیس    | ۳–۱ | ۳–۱        | نیمه‌نهایی |
| 3    | کریستیانو رونالدو | سوئیس    | ۱–۰ | ۳–۱        | نیمه‌نهایی |
| ۴    | ماتیس دی لیخت     | انگلستان | ۱–۱ | 3–1 (و.ا.) | نیمه‌نهایی |

## جوایز نقدی[۱۲]
- قهرمان: ۶ میلیون یورو
- نایب قهرمان: ۴٫۵ میلیون یورو
- تیم سوم: ۳٫۵ میلیون یورو
- تیم چهارم: ۲٫۵ میلیون یورو